# Dolph Lundgren
Dolph Lundgren (født Hans Lundgren den 3. november 1957 ) er en svensk skuespiller, instruktør, model, kampsportsudøver, tidligere vægtløfter og civilingeniør i kemiteknik.
Han har studeret på Washington State University, Kungliga Tekniska Högskolan og University of Sydney.
I en overgang kom han sammen med sangeren Grace Jones og fik sin skuespillerdebut i James Bond-filmen A View to a Kill i 1985, hvor Jones også medvirkede.

## Filmografi
| År   | Film                            | Rolle                     |
| ---- | ------------------------------- | ------------------------- |
| 2018 | Creed 2                         | Ivan Drago                |
| 2018 | Aquaman                         | Kong Nereus               |
| 2014 | The Expendables 3               | Gunnar Jensen             |
| 2012 | One In The Chamber              | Aleksey Andreev           |
| 2012 | The Expendables 2               | Gunnar Jensen             |
| 2010 | The Expendables                 | Gunnar Jensen             |
| 2010 | Icarus                          | Edward Genn               |
| 2009 | Universal Soldier: Regeneration | Andrew Scott              |
| 2009 | Command Performance             | Joe                       |
| 2008 | Direct Contact                  | Mike Riggins              |
| 2007 | Missionary Man                  | Ryder                     |
| 2007 | Diamond Dogs                    | Xander Ronson             |
| 2006 | The Inquiry                     | Brixos                    |
| 2005 | The Mechanik                    | Nick Cherenko             |
| 2004 | The Defender                    | Lance Rockford            |
| 2004 | Retrograde                      | John Foster               |
| 2004 | Fat Slags                       | Randy                     |
| 2004 | Direct Action                   | Frank Gannon              |
| 2003 | Detention                       | Sam Decker                |
| 2001 | Hidden Agenda                   | Jason Price               |
| 2000 | Agent Red                       | Matt Hendricks            |
| 2000 | The Last Patrol                 | Nick Preston              |
| 2000 | Jill Rips                       | Matt Sorenson             |
| 1999 | Storm Catcher                   | Major Jack Holloway       |
| 1999 | Bridge of Dragons               | Warchild                  |
| 1998 | Sweepers                        | Christian Erickson        |
| 1998 | The Minion                      | Lukas                     |
| 1998 | Blackjack                       | Jack Devlin               |
| 1997 | The Peacekeeper                 | Major Frank Cross         |
| 1996 | Silent Trigger                  | Waxman                    |
| 1995 | The Shooter                     | Michael Dane              |
| 1995 | Johnny Mnemonic                 | Gadeprædikant             |
| 1994 | Men of War                      | Nick Gunar                |
| 1994 | Pentathlon                      | Eric Brogar               |
| 1993 | Joshua Tree                     | Wellman Anthony Santee    |
| 1992 | Universal Soldier               | Andrew Scott/GR13         |
| 1991 | Showdown in Little Tokyo        | Politi Sergent Kenner     |
| 1991 | Cover Up                        | Mike Anderson             |
| 1990 | Dark Angel                      | Jack Caine                |
| 1989 | The Punisher                    | Frank Castle/The Punisher |
| 1989 | Red Scorpion                    | Nikolai                   |
| 1987 | Masters of the Universe         | He-Man                    |
| 1985 | Rocky IV                        | Ivan Drago                |
| 1985 | A View to a Kill                | Venz                      |